# Gaius Iulius Laco
Gaius Iulius Laco (griechisch Lakon) war ein im späten 1. Jahrhundert v. Chr. und in der ersten Hälfte des 1. Jahrhunderts n. Chr. lebender Dynast von Sparta.

## Leben
Lakon war ein Sohn des spartanischen Machthabers Eurykles, der auf Befehl des römischen Kaisers Augustus bald nach 8 v. Chr. aus Sparta verbannt wurde. Es ist nachgewiesen, dass Lakon einen Bruder namens Gaius Iulius Deximachus und die vier Kinder Gaius Iulius Spartiaticus, Iulia Pantimia, Gaius Iulius Cratinus und Iulius Argolicus hatte. Der letztgenannte Sohn war mit der aus einer angesehenen Familie aus Lesbos stammenden Pompeia Macrina verheiratet.
Vielleicht bereits um 2 v. Chr., wohl spätestens aber 15 n. Chr. wurde Lakon in Nachfolge seines Vaters Dynast von Sparta. In diese Stellung setzte ihn entweder noch Augustus oder dessen Nachfolger Tiberius ein. Wie der römische Geschichtsschreiber Tacitus berichtet, schickte Tiberius, wahrscheinlich in den 30er Jahren n. Chr., Pompeia Macrina in die Verbannung, und entzog seine Gunst auch ihrem Gemahl Iulius Argolicus und dessen Vater Lakon. Manche Althistoriker folgerten aus Tacitus’ Bemerkung, dass Lakon damals vom Kaiser als spartanischer Dynast abgesetzt wurde. Die Angabe Suetons, dass sich Tiberius am Reichtum griechischer Führungspersönlichkeiten bereichert habe, könnte sich auch auf Lakon beziehen, der in diesem Fall vielleicht nicht seine Dynasten-Stellung in Sparta verlor, sondern lediglich eine Geldbuße leisten musste. Falls aber tatsächlich die Absetzung Lakons erfolgte, wurde er später entweder von Caligula oder Claudius wieder in seine herrscherlichen Rechte eingesetzt.
Dass Lakon unter Kaiser Claudius noch bzw. wieder der Gebieter von Sparta war, geht aus den damals von ihm geprägten Münzen hervor, auf deren Vorderseite der Name und das Porträt dieses Kaisers erscheinen, während auf der Rückseite Lakons Name und Symbole der Dioskuren, auf die er seinen Stammbaum zurückführte, abgebildet sind. Wahrscheinlich führte Lakon als Machthaber Spartas keinen bestimmten Titel. Die ihm nicht unterstehenden Eleutherolakonen feierten ihn in einer Inschrift von Tainaron als „Wohltäter“. Ein Gaius Iulius Laco, der mit dem hier behandelten gleichnamigen spartanischen Herrscher identisch sein könnte, hatte während der Regierung des Claudius in der Veteranenkolonie von Korinth das Amt eines Agonotheten und weitere Funktionen inne. Lakon war vielleicht auch jener gleichnamige, in einer attischen Inschrift erwähnte Mann, der als eponymer Archon und Priester des Drusus, einem Amt des provinzialen römischen Kaiserkults, fungierte.
Lakons Todesjahr ist unbekannt. Mangels Quellen ist ebenso unklar, ob nach seinem Tod auch noch seine Nachfahren, die Eurykliden, als Dynasten über Sparta herrschten. Jedoch ist dokumentiert, dass manche von Lakons Nachkommen in den Rang römischer Ritter und sogar Senatoren aufstiegen.